# Serge Haroche
Serge Haroche (Casablanca, Protectorado francés de Marruecos, 11 de septiembre de 1944) es un físico francés laureado con el premio Nobel de Física en 2012, junto con David Wineland, «por la medida y manipulación de sistemas cuánticos individuales».
Trabaja en el Colegio de Francia y en la Escuela Normal Superior de París, y ha desarrollado investigaciones fundamentales sobre la interacción entre la luz y la materia.

## Campos de investigación
Es principalmente conocido por demostrar la decoherencia cuántica mediante la observación experimental, trabajando con colegas en la École Normale Supérieure, en París en 1996. Desde 2001 es catedrático de física cuántica en el Colegio de Francia y en la Escuela Normal Superior, ambos en París.

## Publicaciones
- Exploring the Quantum - Atoms, Cavities and Photons (con Jean-Michel Raimond) Oxford University Press, septiembre de 2006, ISBN 978-0-19-850914-1
- Jongler avec la lumière - Une exploration du monde quantique, De Vive Voix, París (2010)

## Premios
- Oficial de la Legión de Honor francesa
- 1988 Premio Einstein para la Ciencia del Láser
- 1992 Premio Humboldt
- 1993 Medalla Albert A. Michelson del Instituto Franklin[3]
- 2007 Premio Charles Hard Townes de la Sociedad Americana de Óptica (OSA).
- 2009 Medalla de Oro del CNRS
- 2012 Premio Nobel de Física (compartido con David J. Wineland)[2]